# Nikola Isailović
Nikola Isailović (* 13. Mai 1986 in Šabac) ist ein serbischer Handballspieler.
Der Linkshänder spielte auf der Rückraum Rechts Position. Er spielte ab 2003 bei seinem Heimatverein RK Metaloplastika Šabac in der Männermannschaft. Danach wechselte er nach Ungarn zu Debreceni VSC. Im Januar 2010 wechselte er nach Italien zu Bologna United Handball und erreichte mit der Mannschaft das Halbfinale des EHF Challenge Cups. Danach spielte er in der zweiten französischen Liga bei Pays d’Aix UC, bevor er 2012 bei Wacker Thun unterschrieb. Im Januar 2017 wechselte er zum HSC Suhr Aarau, 2019 zum BSV Bern. Anschließend schloss er sich dem RTV Basel an. Von Februar 2020 bis Juli 2021 stand er beim TV Solothurn unter Vertrag.

## Erfolge
- 2012 – Finalist EHF Challenge Cup
- 2012 – Schweizer Cupsieger
- 2013 – Schweizermeister
- 2013 – SHV – Cupsieger
- 2017 – SHV – Cupsieger